# How We Do (Party)
«How We Do (Party)» —en español: «Como lo hacemos (Fiesta)»— es la primera canción como solista de la cantante y compositora kosovar-británica Rita Ora, perteneciente a su primer álbum de estudio, ORA, de 2012. Fue compuesta por Andrew «Dru Brett» Harr, Jermaine «Mayne Zayne» Jackson, Andre Davidson, Sean Davidson, Bonnie McKee, Kelly Sheehan, Hal Davis, Berry Gordy Jr., Osten Harvey Jr., Willie Hutch, Christopher Wallace y Bob West y producida por The Runners, The Monarch, Kuk Harrell y Sheehan. La versión original se publicó el 20 de marzo de 2012 y la explícita siete días después, ambas en la tienda digital iTunes por las compañías discográficas Roc Nation y Columbia Records. El tema en general es hip hop y pop, en el que al inicio del estribillo se usan sintetizadores.
El tema contó con recepción moderada por parte de los críticos musicales. El periódico británico The Sun  comentó que el sencillo sería un «gran himno de este verano». También tuvo un nivel moderado de recibimiento comercial, ya que llegó al número uno en cuatro países, y   logró mantenerse en cuatro países en los diez primeras posiciones. Entre los países en el que la pista llegó a número uno se encuentran los Estados Unidos, Irlanda y Reino Unido, y logró ser certificada con disco de platino y disco de oro en Australia y Nueva Zelanda.
Marc Klasfeld dirigió el vídeo musical oficial y su estreno se llevó a cabo en la cuenta VEVO de la cantante el 1 de marzo de 2012. Ora presentó una versión acústica de «How We Do (Party)» junto a «R.I.P.» en Billboard.com The Juice, mientras que en abril de 2012 las interpretó en la radio de Filadelfia Wired 96.5.

## Antecedentes y descripción

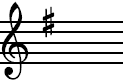
La canción está compuesta en la tonalidad sol mayor.

«How We Do (Party)», que contiene extractos de «Party & Bullshit», fue compuesta por Andrew «Dru Brett» Harr, Jermaine «Mayne Zayne» Jackson, Andre Davidson, Sean Davidson, Bonnie McKee, Kelly Sheehan, Hal Davis, Berry Gordy Jr., Osten Harvey Jr., Willie Hutch, Christopher Wallace y Bob West, mientras que su producción musical quedó a cargo de The Runners—un dúo formado por Harr y Jackson—, The Monarch, Kuk Harrell y Kelly Sheehan. Durante una entrevista con Pop Sugar, Ora dijo que «nada más oírla, quisieron tocarla inmediatamente. [...] Fue una de esas veces en que se me saltaban las lágrimas, me daban ganas de ponerme a llorar, fue todo un momento para mí». La versión original se lanzó mundialmente el 20 de marzo de 2012, mientras que la versión explícita se estrenó siete días después, en la tienda digital iTunes.
La canción abarca los géneros hip hop y pop. Al inicio del estribillo se incorpora el uso de sintetizadores mientras Ora canta «Cause when the sun sets, baby, On the avenue, I get that drunk sex feeling, Yeah, when I'm with you, So put your arms around me, baby, We're tearing up the town, Cause that's just how we do» —en español: «Porque cuando se pone el sol, nene, En la avenida, tengo esa sensación de sexo borracho, Sí, cuando estoy contigo, Así que pon tus brazos alrededor de mí, nene, Estamos destrozando la ciudad, Porque eso es lo que hacemos»—. De acuerdo con la partitura publicada por Sony/ATV Music Publishing en el sitio web Musicnotes.com, «How We Do (Party)» posee un compás de 4/4 y fue compuesta en la  tonalidad de Sol mayor. El rango vocal de Ora se extiende desde la nota B3 hasta E5. El instrumento más sobresaliente en la melodía es la guitarra y el piano. El tema sigue su progresión armónica de acordes G–C–Em–D en el estribillo.

## Recepción

### Comentarios de la crítica
En general «How We Do (Party)» obtuvo buenas reseñas por parte de diferentes críticos musicales. Robert Copsey de Digital Spy comentó que «si tuviéramos que trazar "How We Do" en un gráfico de las líderes femeninas emergentes actuales, sería anidar en algún lugar entre la naturaleza despreocupada de Lady Gaga en "Just Dance" y la adicción de Katy Perry en "Last Friday Night (T.G.I.F.)"». También le otorgó cuatro estrellas de cinco. El periódico británico The Sun dijo que «el nuevo sencillo de Rita "How We Do (Party)" está dispuesto a ser un gran himno de este verano, pero tomó parte de "Party and Bullshit" de BIG». Por su parte Andy Gill de The Independent sugirió a los lectores descargar «How We Do (Party)» y «Hello, Hi, Goodbye». Robert Copsey de Digital Spy también recomendó «How We Do (Party)» y «Hello, Hi, Goodbye», pero también «Radioactive».
Fred Thomas de Allmusic comentó positivamente diciendo que sencillos como «R.I.P.», «Shine Ya Light» y «How We Do (Party)», son completamente «himnos meticulosamente creados para las fiestas, la capacitación y el romance». Asimismo Thomas lo consideró como un tema muy cautivador.

### Recibimiento comercial
«How We Do (Party)» en general tuvo un recibimiento comercial moderado mundialmente. En los Estados Unidos alcanzó la posición número sesenta y dos en la lista Billboard Hot 100. Asimismo, logró el primer puesto en Dance/Club Play Songs y se ubicó entre las sesenta primeras posiciones en las listas Radio Songs y Pop Songs. En Australia llegó al número nueve en la lista Australian Singles Chart y se mantuvo en su mejor posición por dos semanas consecutivas, lo que le permitió obtener dos discos de platino por parte de la ARIA. En Canadá llegó al número sesenta y ocho en la lista Canadian Hot 100. En Nueva Zelanda alcanzó el número cinco en la lista New Zealand Singles Chart, se mantuvo en ella por dos semanas y la RIANZ lo certificó con un disco de oro.
En el Reino Unido la canción llegó al puesto número uno y se mantuvo en él durante una semana. También obtuvo las primeras posiciones en la lista Irish Singles Chart. Y alcanzó las posiciones sesenta y nueve, cinco, y cincuenta y ocho en Brasil, Japón y Rumanía, respectivamente. En Dinamarca obtuvo la posición número cuarenta. La pista realizó su debut en las posiciones ochenta y tres y cuarenta y uno específicamente en la República Checa y Suiza. En Países Bajos obtuvo las posiciones veintiocho y treinta y uno, de las listas Dutch Top 40 y Single Top 100, respectivamente. Para fin de año, se ubicó en la segunda y ochenta y cuatro posiciones en Estados Unidos y Australia.

## Promoción

### Vídeo musical
Marc Klasfeld dirigió el vídeo musical de «How We Do (Party)». Este tiene una duración de cuatro minutos y se estrenó el 17 de abril de 2012, en la cuenta VEVO oficial de la cantante. Para abril de 2013, contaba con más de 27 733 100 millones de reproducciones.
El vídeo comienza con una fiesta en la que Ora ingresa y da inició a la melodía. A lo largo del vídeo se puede apreciar a la intérprete cantando y bebiendo en diferentes salas y un jardín. Después la multitud se ve en un cuarto blanco lleno de globos azules en donde festejan y celebran. Más tarde todos desaparecen y dejan a Ora con algunos chicos con disfraces y estatuas movientes, mientras que en la pared se lee el mensaje «God Save the Queen». Luego se trasladan a una habitación oscura, llena de luces de neón y entonan la parte final de la canción.

### Presentaciones en directo
Rita Ora presentó por primera vez una versión acústica de la pista en el especial Billboard.com The Juice. En dicha presentación también interpretó a «R.I.P.». Durante abril de 2012, las cantó nuevamente en versión acústica. Ora presentó a «How We Do (Party)» en el Club Paradise Tour de Drake, donde ella era uno de los actos de apertura de la gira. Simultáneamente también presentó al sencillo en el Mylo Xyloto Tour, de Coldplay, donde también era un acto de apertura. El 29 y 30 de agosto realizó dos conciertos en el Reino Unido, donde interpretó «How We Do (Party)» uno en Manchester Sound Control, y el otro en London Scala. Previamente incluyó al sencillo en su actuación en el bar y centro nocturno homosexual London's G-A-Y, así como en el carnaval de Notting Hill realizado en Londres. Durante ese tiempo para promover el álbum, Ora apareció en HMV, donde incluyó el tema junto a «Hot Right Now». A lo largo del verano del 2012, la cantante programó presentaciones en todo el Reino Unido, entre ellas la del Hackney Weekend y Wireless. En diciembre de 2012 se presentó en The X Factor UK, y ahí cantó el tema, al igual que en MTV. En promoción al primer álbum de la intérprete, comenzó una gira de dos meses y medio llamada The Radioactive Tour, donde «How We Do (Party)» sonaba como al penúltima canción interpretada.

## Lista de canciones
- Formato digital

| Sencillo |                                        |          |  |
| N.º      | Título                                 | Duración |  |
| 1.       | «How We Do (Party)» (Versión original) | 4:06     |  |

| EP  |                                                      |          |  |
| N.º | Título                                               | Duración |  |
| 1.  | «How We Do (Party)» (Versión explícita del álbum)    | 4:07     |  |
| 2.  | «How We Do (Party)» (Gustavo Scorpio Club Mix)       | 7:33     |  |
| 3.  | «How We Do (Party)» (Papercha$er Club Remix)         | 6:11     |  |
| 4.  | «How We Do (Party)» (Sandro Silva Extended Club Mix) | 5:36     |  |
| 5.  | «How We Do (Party)» (Laidback Luke Club Remix)       | 5:12     |  |

| Sencillo acústico |                                        |          |  |
| N.º               | Título                                 | Duración |  |
| 1.                | «How We Do (Party)» (Versión acústica) | 4:20     |  |

- Formato físico

| Sencillo en CD |                                                |          |  |
| N.º            | Título                                         | Duración |  |
| 1.             | «How We Do (Party)» (Versión original)         |          |  |
| 2.             | «How We Do (Party)» (Gustavo Scorpio Club Mix) |          |  |

| Remezclas promocionales en CD |                                                          |          |  |
| N.º                           | Título                                                   | Duración |  |
| 1.                            | «How We Do (Party)» (Versión original)                   | 4:50     |  |
| 2.                            | «How We Do (Party)» (Gustavo Scorpio Radio Mix)          | 4:22     |  |
| 3.                            | «How We Do (Party)» (Gustavo Scorpio Club Mix)           | 7:33     |  |
| 4.                            | «How We Do (Party)» (Gustavo Scorpio Dub Mix)            | 7:33     |  |
| 5.                            | «How We Do (Party)» (Laidback Luke Clean Radio Edit)     | 3:13     |  |
| 6.                            | «How We Do (Party)» (Laidback Luke Remix)                | 5:16     |  |
| 7.                            | «How We Do (Party)» (Laidback Luke Instrumental)         | 5:11     |  |
| 8.                            | «How We Do (Party)» (Papercha$er Radio Mix)              | 3:55     |  |
| 9.                            | «How We Do (Party)» (Papercha$er Remix)                  | 6:12     |  |
| 10.                           | «How We Do (Party)» (Sandro Silva Explicit Radio Edit)   | 3:01     |  |
| 11.                           | «How We Do (Party)» (Sandro Silva Extended Club Mix)     | 5:37     |  |
| 12.                           | «How We Do (Party)» (Sandro Silva Extended Explicit Mix) | 5:36     |  |

## Posicionamiento en las listas

### Semanales
| País              | Lista                     | Mejor posición |      |
| 2012              | 2012                      | 2012           | 2012 |
| ----------------- | ------------------------- | -------------- | ---- |
| Alemania          | German Singles Chart      | 40             |      |
| Australia         | Australian Singles Chart  | 9              |      |
| Austria           | Ö3 Austria Top 75         | 35             |      |
| Bélgica (Valonia) | Ultratop 50               | 18             |      |
| Brasil            | Brasil Hot 100 Airplay    | 69             |      |
| Canadá            | Canadian Hot 100          | 68             |      |
| Dinamarca         | Tracklisten               | 40             |      |
| Escocia           | Scottish Singles Charts   | 1              |      |
| Estados Unidos    | Billboard Hot 100         | 62             |      |
| Estados Unidos    | Pop Songs                 | 22             |      |
| Estados Unidos    | Radio Songs               | 66             |      |
| Estados Unidos    | Digital Songs             | 41             |      |
| Estados Unidos    | Dance/Club Play Songs     | 1              |      |
| Irlanda           | Irish Singles Chart       | 1              |      |
| Japón             | Japan Hot 100             | 5              |      |
| Nueva Zelanda     | New Zealand Singles Chart | 5              |      |
| Países Bajos      | Dutch Top 40              | 28             |      |
| Países Bajos      | Single Top 100            | 31             |      |
| Reino Unido       | UK Singles Chart          | 1              |      |
| República Checa   | Radio Top 100             | 83             |      |
| Rumanía           | Romanian Top 100          | 58             |      |
| Suiza             | Swiss Singles Charts      | 41             |      |

#### Sucesión en listas
| Anterior: «Chasing the Sun» de The Wanted                       | Dance/Club Play Songs — Sencillo número uno 28 de julio de 2012 — 4 de agosto de 2012       | Siguiente: «Wide Awake» de Katy Perry          |
| Predecesor: «We'll Be Coming Back» de Calvin Harris con Example | Irish Singles Chart — Sencillo número uno 9 de agosto de 2012 — 16 de agosto de 2012        | Sucesor: «Little talks» de Of Monsters and Men |
| Predecesor: «Heatwave» de Wiley con MS D                        | UK Singles Chart — Sencillo número uno 25 de agosto de 2012 — 1 de septiembre de 2012       | Sucesor: «Bom Bom» de Sam & The Womp           |
| Predecesor: «Heatwave» de Wiley con MS D                        | Scottish Singles Chart — Sencillo número uno 25 de agosto de 2012 — 1 de septiembre de 2012 | Sucesor: «Bom Bom» de Sam & The Womp           |

### Certificaciones
| País          | Organismo certificador | Certificación | Simbolización | Ref.   |
| ------------- | ---------------------- | ------------- | ------------- | ------ |
| Australia     | ARIA                   | 2× Platino    | 2▲            | [ 8 ]  |
| Reino Unido   | BPI                    | Oro           | ●             | [ 61 ] |
| Nueva Zelanda | RIANZ                  | Oro           | ●             | [ 9 ]  |